# Sociedad del Cuaternión
Como sociedad científica, la Sociedad del Cuaternión (nombre original en inglés: Quaternion Society) fue una "Asociación Internacional para la Promoción del Estudio de los Cuaterniones y Sistemas Afines de Matemáticas". En su apogeo, estaba formado por unos 60 matemáticos repartidos por todo el mundo académico, que experimentaban con cuaterniones y otros sistemas de números hipercomplejos. Alexander Macfarlene, quien ocupó el cargo de secretario, se convirtió en presidente en 1909. La Asociación publicó una Bibliografía en 1904 y un Boletín (informe anual) de 1900 a 1913. 
El Boletín se convirtió en una revista de revisión de temas de análisis de vectores y álgebra abstracta, como la teoría de la equipolencia. El trabajo matemático revisado se refería en gran medida a matrices y álgebra lineal, ya que los métodos de estas disciplinas se estaban desarrollando rápidamente en aquella época. 

## Orígenes
En 1895, el profesor P. Molenbroek de La Haya, Holanda, y Shinkichi Kimura, que estudiaban en Yale, realizaron un llamamiento al mundo académico para que se formara la sociedad, publicado en revistas de amplia circulación: Nature, Science, y el Boletín de la Sociedad Matemática Americana. El matemático italiano Giuseppe Peano también anunció la formación de la sociedad en su Rivista di Matematica. 
El llamamiento para formar una Asociación fue alentado por Macfarlane en 1896: 

La armonía lógica y la unificación de todo el análisis matemático deben tenerse en cuenta. El álgebra del espacio debe incluir el álgebra del plano como un caso especial, así como el álgebra del plano incluye el álgebra de la línea ... Cuando se desarrolla y presenta el análisis vectorial ... podemos esperar ver muchos cultivadores entusiastas. Muchas aplicaciones fructíferas, y, finalmente, de difusión universal... El movimiento iniciado por los señores. Molenbroek y Kimura acelera la realización de este feliz resultado.

En 1897, la Asociación Británica se reunió en Toronto, donde se discutieron los productos vectoriales: 

El profesor Henrici propuso una nueva notación para denotar los diferentes productos de vectores, que consiste en usar corchetes para productos de vectores y paréntesis para productos escalares. También abogó por la adopción del término "ort" de Heaviside para un vector cuyo tensor es el número 1. El Profesor A. Macfarlane leyó una comunicación sobre la solución de la ecuación cúbica en la que explicó cómo los dos binomios en la fórmula de Cardano se pueden tratar como cantidades complejas, ya sean circulares o hiperbólicas, y todas las raíces de la cúbica se pueden deducir mediante un método general.

Un sistema de secretarios nacionales se anunció en el Boletín de la Sociedad Matemática Americana en 1899: Alexander McAulay para Australasia, Victor Schlegel para Alemania, Joly para Gran Bretaña e Irlanda, Giuseppe Peano para Italia, Kimura para Japón, Aleksandr Kotelnikov para Rusia, F. Kraft para Suiza, y Arthur Stafford Hathaway para los Estados Unidos. Para Francia, el secretario nacional era Paul Genty, un ingeniero de la división de Ponts et Chaussees, colaborador en el estudio de los cuaterniones de Charles-Ange Laisant, autor de Methode des Quaterniones (1881). 
Victor Schlegel informó sobre la nueva institución en Monatshefte für Mathematik.

## Oficiales
Cuando se organizó la Sociedad en 1899, Peter Guthrie Tait fue elegido presidente, pero declinó el ofrecimiento por razones de mala salud. 
El primer presidente fue Robert Stawell Ball y Alexander Macfarlene desempeñó el cargo de Secretario y Tesorero. En 1905, Charles Jasper Joly asumió el cargo de Presidente y L. van Elfrinkhof el de Tesorero, mientras que Macfarlane continuó como Secretario. En 1909, Macfarlane se convirtió en presidente, James Byrnie Shaw se convirtió en secretario y van Elfrinkhof continuó como tesorero. El año siguiente, Macfarlane y Shaw continuaron en sus puestos, mientras que Macfarlane también absorbió la oficina del Tesorero. Cuando Macfarlane murió en 1913 después de casi completar el propósito del Boletín, Shaw lo finalizó y terminó la Asociación. 
Las reglas establecían que el presidente tenía el poder de veto.

## Boletín
El Boletín de la Asociación que promueve el estudio de cuaterniones y sistemas afines de matemáticas se publicó nueve veces bajo la dirección de Alexander Macfarlane. Todos los números enumeraron los funcionarios de la Asociación, el consejo de gobierno, las reglas, los miembros y una declaración financiera del tesorero. Actualmente, la biblioteca digital HathiTrust proporciona acceso a estas publicaciones que son principalmente de interés histórico:
- de marzo de 1900 Publicado en Toronto por Roswell-Hutchinson Press.
- de marzo de 1901 Publicado en Dublín en la University Press. Dirección del presidente Charles J. Joly.
- Marzo de 1903, Dublín. Macfarlane anuncia la bibliografía.
- Abril de 1905, Dublín. Discurso del presidente CJ Joly.
- Marzo de 1908 Publicado en Lancaster, Pensilvania, por New Era Printing. JB Shaw informa sobre el suplemento bibliográfico.
- Junio de 1909, Lancaster. Discurso del presidente Macfarlane sobre notación.
- Octubre de 1910, Lancaster. JB Shaw se opuso a la "inclusión o exclusión de ciertos artículos que solo están conectados remotamente con la teoría de las operaciones en abstracto".
- Junio de 1912, Lancaster. Obituario: Ferdinand Ferber. "Notación comparativa para expresiones vectoriales" por J.B. Shaw. El presidente Macfarlane citó los comentarios de Duncan Sommerville.
- Junio de 1913, Lancaster. El secretario Shaw informa sobre la muerte de A. Macfarlane y G. Combebiac.

## Hechos posteriores
En 1913 murió Macfarlane, y según relata Dirk Struik, la Sociedad "se convirtió en víctima de la Primera Guerra Mundial".
James Byrnie Shaw, el oficial superviviente, escribió 50 reseñas de libros para publicaciones matemáticas estadounidenses. La revisión final de un artículo en el Boletín fue The Wilson and Lewis Algebra of Four-Dimensional Space, escrita por JB Shaw. En el resumen, indicaba: 

Este álgebra se aplica a la representación del mundo espacio-temporal de Minkowski. Permite que todos los trabajos analíticos se realicen con datos reales, aunque la geometría no sea euclidiana.

El artículo revisado fue "La variedad espacio-tiempo de la relatividad, la geometría no euclidiana de la mecánica y la electromagnética". Sin embargo, cuando el libro de texto The Theory of Relativity de Ludwik Silberstein estuvo disponible en 1914 como una explicación en inglés del espacio de Minkowski, se aplicó el álgebra de los bicuaterniones, pero sin referencias al trasfondo británico o a Macfarlane u otros cuaternionistas de la Sociedad. El lenguaje de los cuaterniones se había vuelto internacional, proporcionando el contenido necesario para establecer la teoría de conjuntos y notación matemática expandida, y expresando la física matemática.

## Temas relacionados
- Formulario matemático
- Número hipercomplejo
- Cuaternion hiperbólico
- Geometría no euclidiana